# Agua Azul, Veracruz
Agua Azul är en ort i Mexiko.   Den ligger i kommunen Mecatlán och delstaten Veracruz, i den sydöstra delen av landet, 180 km nordost om huvudstaden Mexico City. Agua Azul ligger 480 meter över havet och antalet invånare är 138.
Terrängen runt Agua Azul är huvudsakligen kuperad, men åt nordost är den platt. Runt Agua Azul är det tätbefolkat, med 297 invånare per kvadratkilometer. Närmaste större samhälle är Olintla, 13,9 km söder om Agua Azul. Omgivningarna runt Agua Azul är en mosaik av jordbruksmark och naturlig växtlighet.